# Maleniska (Leżajsk)
Pour les articles homonymes, voir Maleniska.
Maleniska est une localité polonaise de la gmina et du powiat de Leżajsk en voïvodie des Basses-Carpates.